# Hurricane Film Corporation
Hurricane Film Corporation foi uma companhia cinematográfica estadunidense da era muda, que foi responsável pela produção de 4 e distribuição de 3 filmes entre 1924 e 1930.

## Histórico
O ator e diretor Charles Hutchison estabeleceu sua própria companhia, a Hurricane Films Corporation, para tentar reviver o personagem Hurricane Hutch, iniciado no seriado Hurricane Hutch, de 1921, em um novo seriado, Lightning Hutch. Hutchison, porém, que investira muito nesse projeto, sofreu grande déficit financeiro quando a Arrow Film Corporation, distribuidora do filme, entrou em falência.
O primeiro filme creditado pela produtora foi Surging Seas, de 1924, estrelado por Charles Hutchison e Edith Thornton. Em 1926, foi produzido o seriado Lightning Hutch, também com os dois atores nos papéis principais. Em 1930, o seriado Lightning Hutch foi reeditado e lançado como filme pela Bud Pollard Productions, e distribuído pela Cosmos Pictures, sob o título The Danger Man.
Distribuiu 3 filmes da William Steiner Productions, Hutch of the U.S.A. (1924), Turned Up (1924) e After Dark (1924), todos com Hutchinson.

## Filmografia
- Surging Seas (1924)
- Pirates of the Sky (1926)
- Lightning Hutch (1926)
- The Little Firebrand (1927)
- The Danger Man (versão editada do seriado Lightning Hutch, 1930)